# Pinglin (köpinghuvudort i Kina, Hubei Sheng, lat 31,42, long 113,61)
Pinglin är en köpinghuvudort i Kina. Den ligger i provinsen Hubei, i den centrala delen av landet, omkring 110 kilometer nordväst om provinshuvudstaden Wuhan. Antalet invånare är 25 163. Befolkningen består av 12 206 kvinnor och 12 957 män. Barn under 15 år utgör 13,0 %, vuxna 15-64 år 77 %, och äldre över 65 år 9,0 %.
Runt Pinglin är det tätbefolkat, med 476 invånare per kvadratkilometer. Närmaste större samhälle är Anlu, 18,8 km söder om Pinglin. Trakten runt Pinglin består till största delen av jordbruksmark.
Genomsnittlig årsnederbörd är 1 301 millimeter. Den regnigaste månaden är juli, med i genomsnitt 192 mm nederbörd, och den torraste är december, med 15 mm nederbörd.